# Bjurtjärnen (Ljusnarsbergs socken, Västmanland)
Bjurtjärnen är en sjö i Ljusnarsbergs kommun i Västmanland och ingår i Norrströms huvudavrinningsområde.